# Jan Plantaz
Jan Plantaz (né le 9 décembre 1930 à Geldrop  et mort le 11 février 1974 à Oirschot) est un coureur cycliste néerlandais. Actif durant les années 1950 et 1960, il a été médaillé de bronze du championnat du monde sur route amateur en 1951 et, l'année suivante, a représenté les Pays-Bas aux Jeux olympiques d'Helsinki où il s'est classé 22e de la course sur route et huitième de la poursuite par équipes. Il a ensuite été professionnel de 1954 à 1963.

## Palmarès
- 1951
  -  Médaillé de bronze du championnat du monde sur route amateur
- 1953
  - 1reb étape de la Flèche du Sud
  - 2e de la Flèche du Sud
- 1954
  - 2e du championnat des Pays-Bas de poursuite
- 1955
  - Champion d'Europe de l'américaine
- 1956
  - 2e du Prix Dupré-Lapize
  - 3e du championnat des Pays-Bas de poursuite
- 1957
  - 3e du championnat des Pays-Bas de poursuite
- 1958
  - 2e des Six Jours de Cleveland
  - 2e du Prix Goullet-Fogler
- 1959
  - 2e des Six Jours de New York
  - 3e du Prix Dupré-Lapize
- 1960
  - Six Jours d'Anvers (avec Peter Post et Gerrit Schulte)
- 1961
  - 3e du championnat des Pays-Bas de poursuite